# 헨리 카우
헨리 카우(Henry Cow)는 1968년 케임브리지 대학교 의 학생들이었던 프레드 프리스와 팀 호지킨슨에 의해 결성된 아방가르드 록밴드이다. 멤버가 수없이 들락거렸지만 그중 드러머인 크리스 커틀러와 관악주자 린제이 쿠퍼는 지속적으로 활동했다.

## 결성 초기
1968년 케임브리지를 다니던 프레드 프리스(Fred Frith)와 팀 호지킨슨(Tim Hodgkinson)은 다다(Dada)적인 유머감각을 지닌 헨리 카우를 결성한다. 이들은 처음에 적당한 블루스나 스탠다드 곡들을 연주하였다. 주 레파토리는 비비 킹(B.B. King)의 Rock Me Baby나 스킵 제임스(Skip James)의 Hard Time Killing Floor같은 곡들이었다. 이들은 훗날 자신들은 핑크 플로이드와 정반대적인 노래들을 연주하였다고 말한다.
이들이 결성한 68년은 프랑스의 68혁명이 실패하고, 동구에서는 프라하의 봄이 서구에선 좌파의 저항운동이 약해지는 대신 우드스톡 페스티벌로 상징되는 싸이키델릭 문화가 전성기를 열고 있었다.
이들은 69년쯤에 자신들이 복잡하고 창조적인 음악에 관심이 간다는 것을 인식하게 된다. 그 사이에 Ray Irving Showband에 재적하던 프랭크 시나트라의 광팬인 존 그리브즈(John Greaves)가 베이스 주자로 들어오게 된다. 이들은 존 필(John Peel)의 라디오 프로그램에 출연하기도 한다. 72년에 밴드의 사상적 리더인 드러머 크리스 커틀러(Chris Cutler)가 가입한다. 그가 재적했던 오타와 뮤직 컴퍼니(Ottawa Music Company)는 데이브 스튜어트 Dave Stewart도 재적했고 헨리 카우와도 협연했던, 작곡가들의 집합체이다.
이들은 에우리피데스의 연극 The Bacchae의 음악에 참여하기도 했으며 정기적으로 트래버스 씨어터(Traverse Theater)에서 공연을 가지고 있었고 에딘버러 축제에서 발레음악을 연주하기도 하고 전위 예술가인 레이 스미스Ray Smith를 위한 연주도 하였다. 런던으로 돌아와 이들은 캬바레 볼테르(Cabaret Voltaire)라는 이름을 가진 일련의 콘서트에 참여하게 되는데 이러한 성향에 자극받은 관악기주자 제프 리(Geoff Leigh)가 가입하여 라인업을 갖추게 된다.
73년 이들은 익스플로러 클럽Explorer's Club에서 데렉 베일리(Derek Bailey), 롤 콕스힐(Lol Coxhill), 론 기신(Ron Geesin), 이보르 커틀러(Ivor Cutler) 등과 함께 공연했고 바스 음악축제에서 연주한 뒤 마이크 올드필드의 Tubular Bells 공연에 참여하기도 하는등 여러방면의 전위에 서 있는 아티스트들과 교류를 활발히 한다.

## Leg End
신생 레이블인 버진(Virgin)과의 계약이 성사되어 데뷔작 Leg End가 녹음에 들어간다. 이후 파우스트Faust와의 영국공연을 행한 이들은 존 채드윅(John Chadwick_이 연출한 템페스트 The Tempest를 위한 곡을 쓰고 공연을 한다.
그리고 그 해가 가기전에 이들은 그리지 트러커스 Greasy Tuckers Live at Dingwalls Dance Hall이라는 임프로비제이션 음반의 한 사이드를 맡아 녹음한다. [Bellycan]은 이중 일부분이다. 12월에 밴드의 빡빡한 일정에 질린 제프 리가 그룹을 떠난다.

## Unrest
74년, 제프의 뒤를 이어 린제이 쿠퍼 Lindsay Cooper가 정식 멤버가 되었다. 당시 어금니를 네개나 뽑아 피를 질질 흘리던 그녀를 데리고 헨리 카우는 Unrest의 녹음에 들어갔다.
"Unrest세션시에 우리는 어떤 작곡된 곡을 들고가지 않았다. 단지 아이디어만을 가지고 갔다. 이미 파우스트의 음악을 들은 뒤였고 우리는 스튜디오도 작곡의 도구로 이용해야겠다는 생각을 하고있었다.
우리는 미리 작곡된 것들을 들고갔고, 스튜디오 임프레비제이션을 다중트랙 테잎에 녹음을 하였다. 이것은 마이크를 사용하는 것 못지않게 환경 자체를 사용하는 것이다. 그리하여 우리의 녹음 영역은 말하지면 각 테이크사이를 연주자가 돌아다닐 수 있는 조합된 음역이 되는 것이다. 게다가 우리는 각 채널들과의 연관성을 최소로하여 이후 작업에서의 독자적인 조합 가능성을 훨씬 높였다.
이 다중트랙 녹음은 원 재료를 다른것들과 작업하기 전에 덧녹음하거나, 편집하고, 돌리고, 섞어서 왜곡한 뒤에 이루어졌다. 종종 테이프들은 다른 속도로 녹음되었다.
이것은 모든 이에게 색다른 경험이었다. 우리는 어떤 작업계획도 가지고있지 않았고 단지 이거저거 모아서 묶어낸다는 생각밖에는 없었기 때문이다.크레딧에 왜 1-4까지는 믹싱 엔지니어 Phil Becque의 이름이 써있고 나머지에는 우리 이름이 써있는가에 대한 해답이 될것이다."

## In Praise of Learning
74년 9, 10월에 헨리 카우는 네덜란드에서 프레드, 팀, 죤, 크리스 이렇게 4인조로 공연을 가졌다. 거기서 이후 Living in the Heart of the Beast가 될 3분짜리 초기 작곡을 연주했었다. 11월에 헨리 카우는 슬랩 해피와 Desperate Straights를 녹음했고 밴드를 합치기로 했다. 양쪽 다 이전부터 조금씩 교류가 있었다.
In Praise of Learning은 합쳐진 그룹의 첫번째 앨범이 될 것이었다. 하지만 앨범 낸지 얼마 안되었던 75년 2월에 그룹은 다시 깨졌다. 다음해부터 헨리 카우의 라인업은 다음과 같고 In Praise of Learing에 관한 공연은 그 멤버로 이루어졌다. 팀 호지킨슨, 프레드 프리스, 죤 그리브즈, 크리스 커틀러, 린제이 쿠퍼 그리고 다그마 크라우제.

## In Concerts
헨리 카우는 68년부터 78년까지 그룹활동을 했고 73년부터 레코딩을 했는데 그중 석장은 버진에서 나머지 한장은 독자레이블인 브로드캐스트에서 했다. 75년에 노르웨이의 레이블인 컴펜덤이 접촉해와 라이브 앨범 촬용요청을 했고 버진이 허락해서 이 라이브 음반이 나오게 되었다. 그리고 양 레이블에서 각자 공개를 했다.
사실 원래 LP의 구성은 이러했다. 1면은 단번에 녹음한 75년 8월 5일의 BBC세션, 2면은 로버트 와이어트와 함께 했던 75년 5월 21일의 뉴 런던 극장에서 가진 공연, 3면은 노르웨이의 회비코든 센터에서 가진 완전 즉흥 연주 마지막 4면 역시 즉흥연주인데 나중에 'Living in the Heart of the Beast'로 정리될 연주. 두장의 CD로 만들면서 73년에 녹음한 그리지 트러커스 컴필레이션 수록곡들을 더 담았다.